# Superman

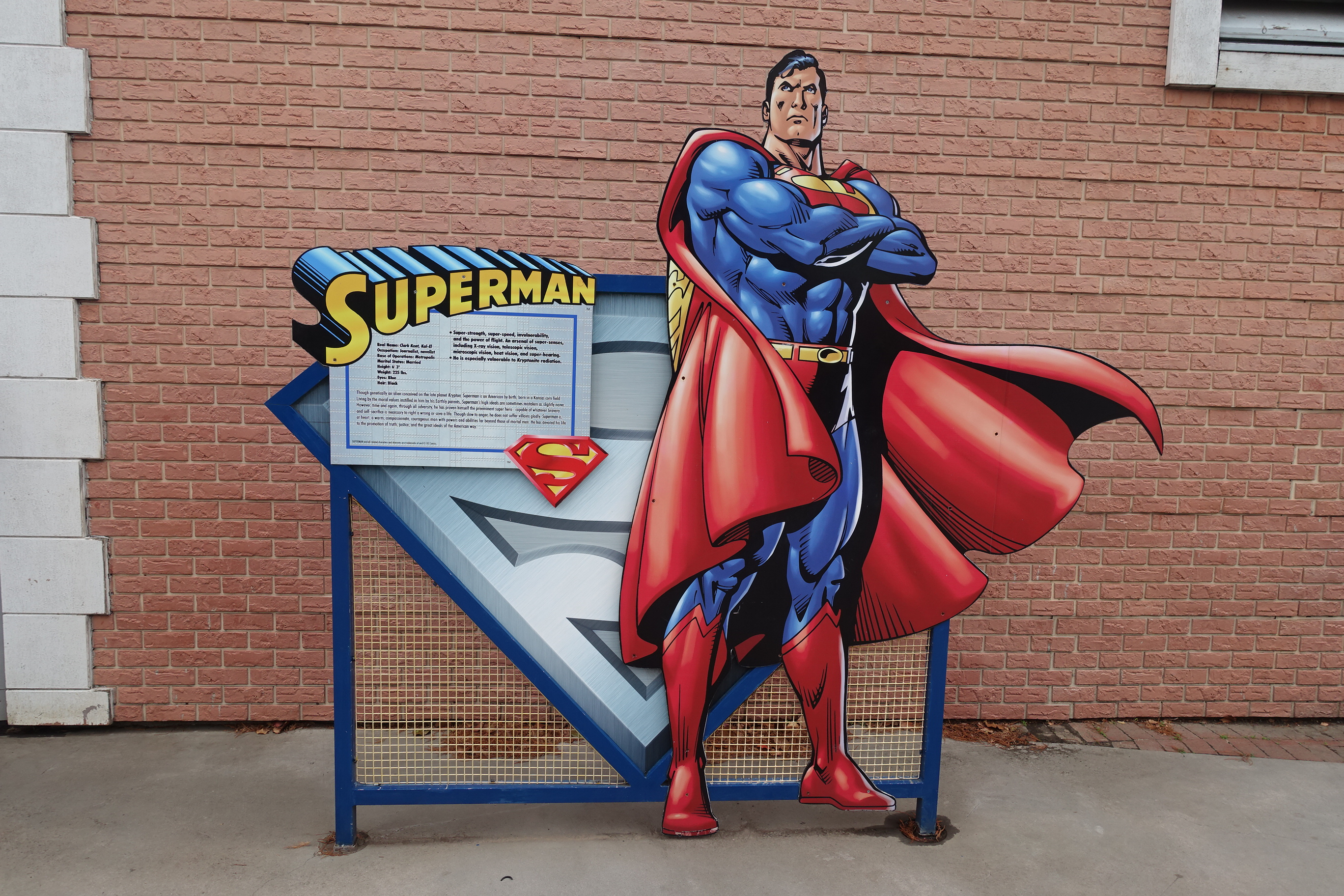
Superman

Superman je fiktivní postava komiksových příběhů vydávaných nakladatelstvím DC Comics. Je výtvorem tvůrčího dua, které tvořili Jerry Siegel a Joe Shuster. Poprvé se objevil v komiksovém sešitu Action Comics #1 v červnu 1938.

## Historie
Kanadský kreslíř Joe Shuster a americký spisovatel Jerry Siegel vymysleli koncept postavy již v roce 1932, během svého mládí v Clevelandu v americkém státě Ohio. Svůj nápad později prodali do Detective Comics, Inc., konkrétně v roce 1938, a Superman debutoval v komiksu „Action Comics #1“ v červnu 1938. Později se postava Supermana objevila v rozhlasovém seriálu, televizních seriálech, filmech, novinových stripech a videohrách. Od roku 1938 byly příběhy Supermana vydány v mnoha komiksech.

## Fiktivní biografie
Jde o syna vědce Jor-Ela a Lary Lor-Van z planety Krypton. Jeho rodné jméno je Kal-El. Jako malé dítě byl odeslán na Zemi svým otcem, jenž věděl o blížící se zkáze jejich domovské planety. Na Zemi se ho ujali postarší bezdětní manželé Jonathan a Martha Kentovi a dali mu jméno Clark.
Díky fyzikálním rozdílům mezi planetami a evolučnímu předstihu Kryptoňanů oproti lidem má Clark neobyčejné (nadpřirozené) schopnosti. Zdrojem jeho síly je naše žluté Slunce. Dokáže běžet rychleji než kulka, má nadlidskou sílu, je nezničitelný, má citlivější smysly, reflexy, výdrž a dokonalou regenerační schopnost. Svýma rentgenovýma očima dokáže prohlédnout jakýkoli materiál kromě olova. Oči mu slouží i jako dalekohled, teleskop nebo mikroskop. Také je schopen očima metat oheň, laserový paprsek nebo různé variace tepelného záření. Jeho sluch mu umožňuje slyšet volání o pomoc i z hodně vzdáleného místa. Létání je jeho další schopností. Rychlost, které může dosáhnout za letu, je takřka neomezená a blíží se rychlosti světla. Svým dechem dokáže cokoliv zmrazit nebo odfouknout. Vzhledem k tomu, že jeho hlavním zdrojem energie je Slunce, nemusí jíst ani pít a prakticky vůbec nestárne. Délka jeho života je omezená délkou života Slunce. Jedinou jeho slabostí je kryptonit, meteorit, který je vlastně radioaktivním úlomkem z jeho zničené rodné planety. Jeho zelená forma může Supermana i zabít. Další druhy kryptonitu, které ho mohou nějak ovlivnit, jsou červený, černý, modrý, zlatý a stříbrný.
Po smrti svého adoptivního otce se vydává do města Metropolis. Zde pracuje inkognito jako nesmělý a bojácný reportér deníku Daily Planet, vzbuzující dojem, jako by neuměl ani napočítat do pěti. Ale kdykoliv je připraven proměnit se v muže v modrém kostýmu s červenou pláštěnkou – Supermana, který vždy bojuje na straně spravedlnosti a dobra. V zaměstnání se setkává s atraktivní žurnalistkou Lois Laneovou, do které se zamiluje.
Jeho ženským doplňkem respektive protějškem je pak komiksová postava Supergirl.

## Česká vydání
V České republice vydává komiksové knihy Superman nakladatelství BB/art a CREW.
1986 – 1999:
- Superman – Co se stalo s Mužem zítřka?, 2011 – (autoři: Alan Moore a Curt Swan: Superman #423 a Action Comics #583, 1986)
- Superman: Mír na zemi, 2019 – (autoři: Paul Dini a Alex Ross: Superman: Peace on Earth, 1998)

2000 – 2010:
- Superman – Rudá hvězda, 2012 – (autoři: Mark Millar a Dave Johnson: Superman: Red Son #1–3, 2003)
- Superman pro zítřek – kniha první, 2007 – (autoři: Brian Azzarello a Jim Lee: Superman #204–209, 2004–05)
- Superman pro zítřek – kniha druhá, 2007 – (autoři: Brian Azzarello a Jim Lee: Superman #210–215, 2004–05)
- Superman – Poslední syn, 2013 – (autoři: Geoff Johns, Richard Donner a Adam Kubert: Action Comics #844–847, 851 a Action Comics Annual #11, 2006–08)
- Superman – Utajený počátek, 2013 – (autoři: Geoff Johns a Gary Frank: Superman: Secret Origin #1–6, 2009–10)

2011 – 2016 (New 52):
- Superman:
  - Superman 1: Cena zítřka, 2013 – (autoři: George Pérez a Jesús Merino: Superman vol. 3 #1–6, 2011–12)
  - Superman 2: Tajnosti a lži, 2014 – (autoři: Dan Jurgens, Keith Giffen a Jesús Merino: Superman vol. 3 #7–12 a Annual #1, 2012)
- Superman / Action comics:
  - Superman / Action comics 1: Superman a lidé z oceli, 2013 – (autoři: Grant Morrison, Andy Kubert a Rags Morales: Superman and the Men of Steel (Action Comics vol. 2 #1–8), 2011–12)
  - Superman / Action comics 2: Neprůstřelný, 2013 – (autoři: Grant Morrison a Rags Morales: Bulletproof (Action Comics vol. 2 #0, 9–12 a Annual #1,), 2012)
  - Superman / Action comics 3: Na konci času, 2014 – (autoři: Grant Morrison, Rags Morales a Brad Walker: At The End of Days (Action Comics vol. 2 #13–17), 2012–13)
- Superman Nespoutaný:
  - Superman Nespoutaný, 2014 – (autoři Scott Snyder a Jim Lee: Superman Unchained #1–5, 2013)
  - Superman Nespoutaný 2, 2015 – (autoři Scott Snyder a Jim Lee: Superman Unchained #6–9, 2014)
- Superman: Země jedna, 2016 – (autoři J. Michael Straczynski a Shane Davis: Superman: Earth One (Vol. 1), 2010)

Edice DC komiksový komplet:
- DC komiksový komplet 005 – Superman: Utajený počátek, 2017 / (Geoff Johns a Gary Frank: Superman: Secret Origin #1–6, 2009–10 + Jerry Coleman: Superman #125, 1958)
- DC komiksový komplet 009 – Superman: Pro zítřek – kniha první, 2017 – (autoři: Brian Azzarello a Jim Lee: Superman #204–209, 2004–05 + Jerry Coleman: Action Comics #241, 1958)
- DC komiksový komplet 010 – Superman: Pro zítřek – kniha druhá, 2017 – (autoři: Brian Azzarello a Jim Lee: Superman #210–215, 2004–05 + Robert Bernstein: Adventure Comics #283, 1961)
- DC komiksový komplet 012 – Superman: Poslední syn Kryptonu, 2017 – (autoři: Geoff Johns a Adam Kubert: Action Comics #844–846, 851, Action Comics Annual #11 a Superman Annual #13, 2006–08 + Jerry Siegel: Superman #1, 1939)
- DC komiksový komplet 013 – Superman / Batman - Nepřátelé státu, 2017 / (autoři: Jeph Loeb, Ed McGuinness a Tim Sale: Superman/Batman #1–6, 2003–04 + Edmond Hamilton: Superman #76, 1952)
- DC komiksový komplet 017 – Superman: Muž z oceli, 2017 / (autor: Jack Byrne: Man of Steel #1–6, 1986 + Jerry Siegel a Joe Shuster: Action Comics #1, 1938)
- DC komiksový komplet 022 – Superman: Supermanova smrt, 2017 / (autoři: Louise Simonson a Jon Bogdanove Superman: The Man of Steel #17–19; Dan Jurgens: Superman (Vol. 2) #73–75; Jerry Ordway a Dennis Janke: The Adventures of Superman #496–497; Roger Stern a Jackson Guice: Action Comics (Vol. 1) #683–684 (vše rok 1992). + Dennis O'Neil a Dick Dillin: Justice League of America (Vol. 1) #69 (1969) a Jerry Siegel a Ed Dobrotka: Superman #21 (1943).
- DC komiksový komplet 025 – Superman / Batman: Supergirl, 2017 / (autoři: Jeph Loeb a Michael Turner: Superman Batman #8–13, 2004) + Robert Bernstein a Al Plastino: Action Comics #252, 1959.
- DC komiksový komplet 031: Superman - Brainiac, 2018 / (autoři: Geoff Johns a Gary Frank: Action Comics Vol. 1 #866-870 a Superman: New Krypton Special 1, 2008) + Otto Binder a Al Plastino: Action Comics Vol. 1 #242, 1958.
- DC komiksový komplet 044: Superman – Odkaz, kniha první, 2018 / (autoři: Mark Waid a Leinil Francis Yu: Superman: Birthright #1–6, 2003–04) + Otto Binder a Wayne Boring: Action Comics Vol. 1 #245, 1958.
- DC komiksový komplet 045: Superman - Odkaz, kniha druhá, 2018 / (autoři: Mark Waid a Leinil Francis Yu: Superman: Birthright #7–12, 2004) + Jerry Siegel a Al Plastino: Action Comics Vol. 1 #271, 1960.
- DC komiksový komplet 064: Superman a Legie superhrdinů, 2019 / (autoři: Geoff Johns a Gary Frank: Action Comics (Vol. 1) #858–863, 2007–08) + Otto Binder a Al Plastino: Adventure Comics (Vol. 1) #247, 1958.
- DC komiksový komplet 069: Superman: Krize karmínového kryptonitu, 2019 / (autoři: Jerry Ordway: Superman (Vol. 2) #49–50; Dan Jurgens: Adventures of Superman #472–423; Roger Stern a Bob McLeod: Action Comics (Vol. 1) #659–660; Roger Stern a Dave Hoover: Starman (Vol. 1) #28 (vše r. 1990) + William Woolfolk a Al Plastino: Superman (Vol. 1) #61, 1941.
- DC komiksový komplet 080: Superman / Shazam: První zahřmění, 2020 / (autoři: Judd Winick a Joshua Middleton: Superman/Shazam: First Thunder #1–4, 2005–06) + Elliot S. Maggin a Curt Swan: Superman (Vol. 1) #276, 1974.
- DC komiksový komplet 081: Superman / Batman: Generace, 2020 / (John Byrne: Superman & Batman: Generations (Vol. 1) #1–4, 1999 + Edmond Hamilton a Dick Sprang: World’s Finest (Vol. 1) #94, 1958)
- DC komiksový komplet 085: Superman: Panika na obloze, 2020 / (Roger Stern a Bob McLeod: Action Comics (Vol. 1) #674–675; Louise Simonson a Jon Bogdanove: Superman: The Man of Steel (Vol. 1) #9–10; Dan Jurgens: Superman (Vol. 2) #65–66; Jerry Ordway a Tom Grummett: Adventures of Superman (Vol. 1) #488–489, vše 1992 + Cary Bates a Curt Swan: Action Comics (Vol. 1) #544, 1983)

## Film a televize

### Film
- 1948 Superman – filmový seriál, režie Spencer Gordon Bennet a Thomas Carr, v hlavní roli Kirk Alyn
- 1950 Atom Man vs. Superman – filmový seriál, režie Spencer Gordon Bennet, v hlavní roli Kirk Alyn
- 1951 Superman and the Mole Men – režie Lee Sholem, v hlavní roli George Reeves
- 1954 Stamp Day for Superman – krátký film, režie Thomas Carr, v hlavní roli George Reeves
- 1978 Superman – režie Richard Donner, v hlavní roli Christopher Reeve
- 1980 Superman 2 – režie Richard Lester, v hlavní roli Christopher Reeve
  - 2006 Superman II: Verze Richarda Donnera – upravený režisérský sestřih podle původního scénáře, režie Richard Donner, v hlavní roli Christopher Reeve
- 1983 Superman 3 – režie Richard Lester, v hlavní roli Christopher Reeve
- 1984 Superdívka – odvozený film o Supermanově sestřenici, režie Jeannot Szwarc, v hlavní roli Helen Slater
- 1987 Superman 4 – režie Sidney J. Furie, v hlavní roli Christopher Reeve
- 2006 Superman se vrací – režie Bryan Singer, v hlavní roli Brandon Routh
- 2013 Muž z oceli – režie Zack Snyder, v hlavní roli Henry Cavill
- 2016 Batman v Superman: Úsvit spravedlnosti – režie Zack Snyder, v roli Supermana Henry Cavill
- 2017 Liga spravedlnosti – režie Zack Snyder, film ovšem dokončil Joss Whedon, v roli Supermana Henry Cavill
  - 2021 Liga spravedlnosti Zacka Snydera – upravený režisérský sestřih podle původní vize Zacka Snydera, v roli Supermana Henry Cavill
- 2022 Black Adam – režie Jaume Collet-Serra, v roli Supermana Henry Cavill
- 2025 Superman – režie James Gunn, v hlavní roli David Corenswet

### Televize
- 1952–1952 Adventures of Superman – seriál, 104 dílů, v hlavní roli George Reeves
- 1958 The Adventures of Superpup – neodvysílaný pilotní díl odvozeného seriálu o Superpupovi, v hlavní roli Billy Curtis
- 1961 The Adventures of Superboy – neodvysílaný pilotní díl seriálu, v hlavní roli Johnny Rockwell
- 1975 It's a Bird...It's a Plane...It's Superman – TV film, adaptace stejnojmenného broadwayského muzikálu, v hlavní roli David Wilson
- 1988–1992 Superboy – seriál, 100 dílů, v hlavní roli John Newton a Gerard Christopher
- 1993–1997 Superman – seriál, 88 dílů, v hlavní roli Dean Cain
- 2001–2011 Smallville – seriál, 218 dílů, v hlavní roli Tom Welling
- 2015–2021 Supergirl – odvozený seriál o Supermanově sestřenici, v hlavní roli Melissa Benoist, v roli Supermana Tyler Hoechlin
- 2018–2019 Krypton – odvozený seriál o Supermanově dědečkovi a jeho rodině, 20 dílů, v hlavní roli Cameron Cuffe
- 2021–2024 Superman a Lois – seriál, 53 dílů, v hlavní roli Tyler Hoechlin

### Animované filmy a seriály
- 1966–1970 – The New Adventures of Superman, 68 epizod
- 1988 – Superman, 13 epizod
- 1996–2000 – Superman (též známý jako Superman: The Animated Series), 54 epizod
- 2006 – Superman: Brainiac Attacks, TV film
- 2007 – Superman: Soudný den, TV film
- 2009 – Superman/Batman: Veřejní nepřátelé, TV film
- 2010 – Superman/Batman: Apokalypsa, TV film
- 2010 – Superman/Shazam!: Návrat černého Adama, TV film
- 2011 – Superhvězda Superman, TV film
- 2012 – Superman vs. Elita, TV film
- 2013 – Neporazitelný Superman, TV film
- 2018 – The Death of Superman, TV film
- 2019 – Reign of the Supermen, TV film
- 2020 – Superman: Red Son, TV film
- 2020 – Superman: Man of Tomorrow, TV film